# Zacharias Lund
Zacharias Lund (født 5. april 1608 i Nybøl på halvøen Sundeved, død 8. juli 1667 i København) var en digter og klassisk filolog fra barokken i Danmark.
Lunds efterladte manuskripter, notater og breve oversteg i et stort omfang hans offentliggørelser og omfatter blandt andet latinske digte, tyske skuespil og kommentarer til klassiske forfattere. Håndskrifterne viser hvordan han indtil til sin død renskrev sine samlede digte i nye og udvidede versioner. Særlig tilføjelserne fra de sidste år, ofte satiriske epigrammer, viser ham som en bitter mand, der ikke føler han bliver behandlet efter fortjeneste som sekretær i Frederik 3.'s kancelli.
Før sin død havde han truffet den bestemmelse at skrifterne skulle udgives på tryk. Kunne dette ikke lade sig gøre, skulle de indlemmes i Københavns Universitetsbibliotek. De fleste af hans håndskrevne manuskripter kom i det 18. århundrede til Det Kongelige Bibliotek i København.
Kærlighedsdigte, lejlighedsdigte og epigrammer på latin; "artige" digte på tysk/nederlandsk; og oversættelser til tysk fra nederlandsk, fransk og latin, var Lunds litterære arv til eftertiden. Også som skole- og embedsmand skrev han udelukkende på latin og tysk; det sidste kalder han i 1636 sit “Muttersprache", skønt hans slesvigske opvækst formentlig har været på dansk i Sundeved-dialekt. Om han har haft noget dansk skriftsprog, er tvivlsomt; dog afkoder og transskriberer han som dechifrør (kodebrækker) for Frederik III såvel dansk som svensk tekst, foruden bl.a. fransk og italiensk.

## Liv
Han var søn af præsteparret Jørgen Lund (1574-1641) og Salome Lund (1572-1659). Han gik først på latinskolerne i Sønderborg og Flensborg, og fra 1625 på det humanistiske gymnasium Johanneum i Hamborg. 1630 immatrikulerede han sig som “Holsatus“, Holstener, ved universitetet Leucorea i Wittenberg, og studerede i halvandet år græsk og latinsk filologi. Før de svenske troppers indmarch i Wittenberg flygtede han først til Leipzig, og derefter til det danske Holsten, hvor han indtil 1645 var huslærer og hovmester. Som hovmester for unge adelsmænd foretog han flere uddannelsesrejser til Sverige, Holland, England, Frankrig og Italien. I Rom opnåede han adgang til Vatikanbiblioteket. Allerede i Hamborg begyndte han at skrive digte på latin, som han udgav i 1634 som "Poematum juvenilium libri IV". Den kulturelle påvirkning fra Tyskland og Holland var sandsynligvis grunden til at han begyndte at skrive poesi på tysk, som han i 1636 kalder sit “Muttersprache", skønt det næppe var hans barndoms sprog. Flersprogethed var imidlertid et mere eller mindre selvfølgeligt vilkår i Slesvig, og han har utvivlsomt opfattet sig selv som loyal undersåt af den danske konge. 
Han var rektor på Herlufsholm fra 1646 til 1654. 1647 opnåede han den nødvendige magistergrad på Københavns Universitet. Den administrative del af stillingen interesserede ham ikke så meget. I sin rektorperiode blev han kendt som en dygtig lærebogsforfatter og fornyer af undervisningen på skolen. Dette gælder særligt hans "Rudimenta Geometriæ pro Herlovianis" (da.: Begyndelsesgrunde i geometri for herlovianere) fra omkring 1650, hvor han underviste i en opfattelse af begrebet "matematisk definition".
1654 blev han bibliotekar for landsdommer Jørgen Seefeld på Ringsted Kloster. Bogsamlingen var sandsynligvis en af datidens største private bogsamlinger i Danmark. Her tilbragte han tre gode år med filologiske studier. Efterfølgende blev han af Frederik 3. udnævnt til sekretær i Det danske kancelli i København, en stilling han beholdt indtil sin død. I flere efterladte latinske digte beklager han sig over forholdene for de ansatte i kancelliet, som ikke altid fik deres løn til tiden.
Som kancellisekretær tydede han alle de opsnappede chifferbreve (kodebreve) som danske modstandsfolk under Københavns belejring (1658-1660) smuglede ind i det belejrede København, ligesom han senere i året 1663-64 tydede den beslaglagte kodede brevveksling på flere sprog mellem Corfitz Ulfeldt, Leonora Christina og deres børn.

## Værker (udvalg)
- Poematum Juvenilium Libri IV. Hamburg 1634
- Allerhand artige Deutsche Gedichte. Leipzig 1636 (heraf nogle på nederlandsk)